# Muzeum Narodowe we Lwowie
Muzeum Narodowe im. Króla Jana III we Lwowie (MNL) – polskie muzeum historyczne  we Lwowie, samorządowa instytucja kultury m. Lwowa, istniejące w latach 1908–1945. Dokumentowało historię Lwowa i Małopolski Wschodniej, głównie w okresie panowania Jana III Sobieskiego.
Muzeum Narodowe we Lwowie mieściło się w kamienicy Królewskiej w Rynku. W 1940 zbiory muzeum zostały zagrabione przez ukraińskie Muzeum Historyczne we Lwowie.
Tutejszym dyrektorem był Aleksander Czołowski – polski historyk i archiwista.